# Quadro de medalhas de atletismo na Universíada de Verão de 1970
| Ordem | País                   | Medalha de ouro | Medalha de prata | Medalha de bronze |    |
| ----- | ---------------------- | --------------- | ---------------- | ----------------- | -- |
| 1     | URS União Soviética    | 8               | 4                | 5                 | 17 |
| 2     | GDR Alemanha Oriental  | 8               | 3                | 4                 | 15 |
| 3     | GBR Grã-Bretanha       | 3               | 4                | 2                 | 9  |
| 4     | USA Estados Unidos     | 3               | 2                | 1                 | 6  |
| 5     | POL Polônia            | 3               |                  | 1                 | 4  |
| 6     | FRG Alemanha Ocidental | 2               | 6                | 2                 | 10 |
| 7     | HUN Hungria            | 2               | 4                | 1                 | 7  |
| 8     | ITA Itália             | 1               | 1                | 4                 | 6  |
| 9     | AUT Áustria            | 1               | 1                | 1                 | 3  |
| 10    | BUL Bulgária           | 1               | 1                |                   | 2  |
| 10    | YUG Iugoslávia         | 1               |                  |                   | 1  |
| 10    | ROM Romênia            |                 | 2                | 2                 | 4  |
| 13    | CUB Cuba               |                 | 2                | 1                 | 3  |
| 14    | NED Países Baixos      |                 | 1                | 2                 | 3  |
| 15    | GRE Grécia             |                 | 1                |                   | 1  |
| 16    | SWE Suécia             |                 | 1                |                   | 1  |
| 16    | FRA França             |                 |                  | 3                 | 3  |
| 16    | JPN Japão              |                 |                  | 2                 | 2  |
| 16    | MAD Madagascar         |                 |                  | 1                 | 1  |
| 16    | PAN Panamá             |                 |                  | 1                 | 1  |
|       | Total                  | 33              | 33               | 33                | 99 |